# Ulriksdals SK
Ulriksdals SK, USK, är en idrottsförening från Ulriksdal i Solna kommun i Uppland/Stockholms län, bildad den 15 juli 1930 som Ulriksdals IS, namnändrad till Ulriksdals SK 1939 efter sammanslagning av Ulriksdals IS och Råstahems IF. Föreningen bildades av grabbar från Järva 1930 och hade inledningsvis bandy, fotboll, friidrott och schack på programmet. Mellan 1992 och 1995 var Ulriksdals SK sammanslagen med IFK Bergshamra i Ulriksdal/Bergshamra SK. Idag är USK en renodlad ringetteklubb.

## Ringette
Föreningen startade sin ringetteverksamhet, USK Ringette, 1980. Föreningen har verksamhet från fyråringar upp till seniorlag. A-laget deltar även i finländska serier.

## Upplösta sektioner

### Fotboll
Föreningen deltog i seriespel för första gången (som Ulriksdals IS) säsongen 1931. Laget spelade sina hemmamatcher på Ulriksdals IP och spelade fram till mitten av 1970-talet i lägre serier. En av de mest välkända profilerna i Ulriksdals historia är Lennart "Liston" Söderberg, som tränade USK säsongerna 1971-1972, det sista året som spelande tränare. "Liston" hade tidigare spelat många säsonger i AIK och skulle som tränare föra upp Västerås Sport till Allsvenskan vid två tillfällen och falla på mållinjen med IFK Eskilstuna.
Säsongen 1976 debuterade USK i gamla division IV, motsvarande dagens division II, med en åttondeplats i en serie som innehöll lag som Spårvägen, Essinge och Värtan. USK spelade sju säsonger i fyran innan man 1982 kunde vinna serien före Hässelby och därmed ta steget upp till division III. Den första sejouren i division III 1983, motsvarande dagens division I, blev ettårig då USK åkte ur på sämre målskillnad än Flen och Stureby.
Efter en andraplats i fyran 1984 bakom Sumpan kunde USK ta hem serien 1985 före Essinge, varmed man återigen fick spela i division III. Återkomsten till trean 1986 renderade USK en sjundeplats, klubbens främsta merit genom historien. På grund av serieomläggning innebar detta dock nedflyttning till "nya division III", det vill säga den nya fjärdedivisionen. Säsongen 1987 i denna nya division III slutade också med nedflyttning. Efter denna säsong återkom klubben aldrig till tredje- eller fjärdedivisionen.
USK spelade därefter fyra säsonger i division IV (femtedivisionen), under åren 1992-1995 var man sammanslagna med IFK Bergshamra och föll ned till åttondedivisionen. Verksamheten återupptogs sedan i egen regi men lades ned efter säsongen 2000.

### Ishockey
USK hade tidigare en ishockeysektion, där bland annat "Liston" Söderberg spelade under sin tid i fotbollssektionen.
Sektionen är inte längre aktiv.